# 감열지

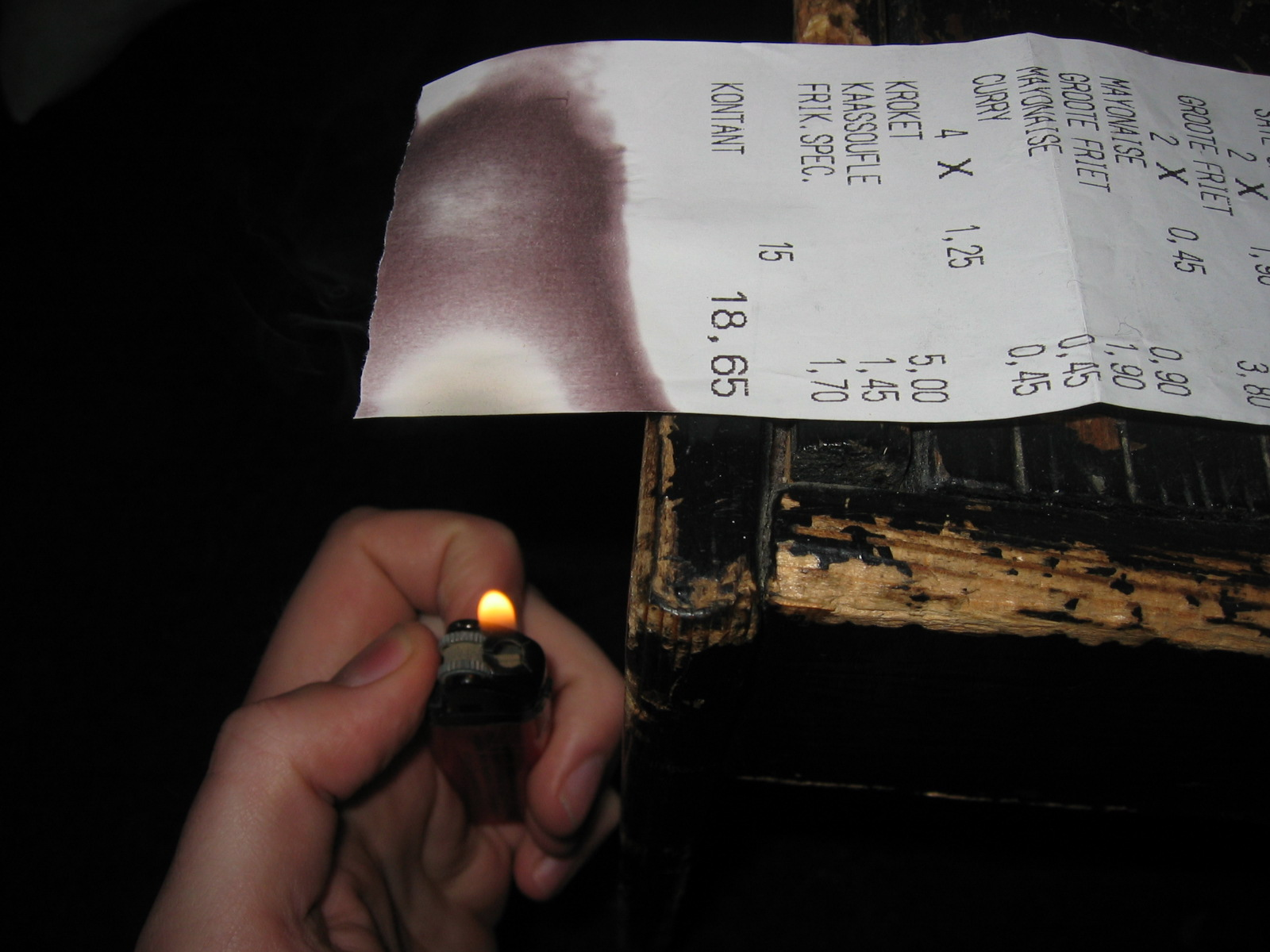
감열지에 인쇄된 영수증. 종이 주변의 열원은 종이색을 변화시킨다.

감열지(thermal paper)는 열에 노출되면 국부적으로 색상이 변하도록 제조된 재료로 코팅된 특수 고급 용지이다. 열전사 프린터, 특히 가산기, 금전등록기, 신용 카드 단말기 및 작고 가벼운 휴대용 프린터와 같은 저렴한 장치에 사용된다.
종이 표면에는 일정 온도 이상 가열하면 색이 변하는 물질이 코팅되어 있다. 프린터는 기본적으로 열 도트 매트릭스 프린트 헤드를 가로질러 용지를 끄는 전송 메커니즘으로 구성된다. 머리의 (매우 작은) 점들은 점을 찍기 위해 매우 빠르게 가열된 다음 똑같이 빠르게 냉각된다.
대부분의 감열지 코팅은 열을 가하면 검은색으로 변하는데, 파란색이나 빨간색으로 변하는 코팅, 다색 코팅도 사용되는 경우가 있다. 커피 컵과 같은 의도하지 않은 열원으로 인해 용지가 변색되고 인쇄가 흐려질 수 있다. 손톱으로 종이를 빠르게 문지르면 마찰로 인해 충분한 열이 발생하여 자국이 생길 수 있다.